# Oretta
Oretta – jednostka osadnicza w Stanach Zjednoczonych, w stanie Luizjana, w parafii Beauregard.